# Koralrev
Koralrev er undersøiske strukturer dannet af kalciumkarbonat udskilt af koraller. Koraller er kolonier af bittesmå levende dyr, som findes i havvand, der indeholder næringsstoffer. Koralrevene i verden indeholder mere end 25 procent af alle de kendte arter i havene. De er et af de mest komplekse økosystemer på planeten og er hjem for mere end 4.000 forskellige typer fisk, 700 forskellige type koraller og tusindvis af andre planter og dyr.
Koralrev betegnes fagligt som biohermer (gr. bios, liv, + gr. herma, rev eller barriere). Koralrev findes fra Nordpolen til Sydpolen, fra havets overflade til adskillige tusinde meters dybde.

## Tropiske lavvandskoralrev
Tropiske lavvandskoralrev er de bedst kendte og mest studerede koralrev. De skabes - i modsætning til andre koralrev - af den specifikke type koraller, der indeholder og er afhængige af store mængder furealger i deres kropsvæv; dvs. hermatypiske, skleraktinske, zooxanthellate koraller. Udbredelsen af tropiske lavvandskoralrev skal derfor ses på baggrund af deres samlivsfordele og ulemper med furealgerne, særligt zooxanthellerne. Tropiske revbyggende koraller er af den årsag kun udbredt i lavvandede (primært ned til 50 m dybde), næringsfattige kystområder i troperne, hvor gennemsnitstemperaturen ikke falder under ca. 18˚C og ikke stiger over ca. 31˚C i længere tid ad gangen. Disse begrænsninger har stor betydning, når der f.eks. forekommer signifikante skift i de abiotiske forhold, f.eks. når temperaturen stiger over 33˚C, som ved den globale ødelæggende koralblegning i 1998. Tager man alle disse begrænsninger i betragtning, fås en udbredelse, der stort set følger troperne indenfor Krebsens og Stenbukkens vendekreds, i kystnære områder primært på lave dybder, dvs. under 50 m, i ganske enkelte tilfælde ned til mere end 100 m dybde. Der findes desuden også dybereliggende tropiske koralrev, bl.a. ved Florida. Disse dybe koralrev er, ligesom de dybe koldtvandskoralrev, ikke undersøgt ret godt sammenlignet med de tropiske lavvandskoralrev.
Livet på koralrevene trues i dag af konsekvenserne af den globale opvarmning og af havenes forsuring. Siden starten af industrialiseringen, har havenes temperatur og pH, surhedsgrad, ændret sig drastisk som følge af udledningen af kuldioxyd. Forsuringen forventes at spille en stor rolle for kalkdannende koraller og mange andre havlevende organismer som kalkflagellater (nanoplankton), foraminiferer, pighuder, krebsdyr og bløddyr. Forsøg er i gang med at genskabe døende og døde koralrev.

## Koldtvandskoralrev
Koralrev i kolde havområder er ganske store og findes ofte på dybere vand, end de tropiske koralrev. Koldtvandskoraller vokser ekstremt langsomt (omkring 5 mm om året) og nogle af revene skønnes at være over 10.000 år gamle. De kan både være samlet i større grupperinger eller ligge spredt i mindre områder. Man har først for alvor fået øjnene op for koldvandsrevene i løbet af de sidste 30 år, og indtil videre er koralrev i tempererede farvande ikke undersøgt særligt godt. Vi ved dog, at revene domineres af øjekoraller (Lophelia pertusa) og zigzagkoraller (Madrepora oculata), men i alt 6 typer er fundet. Det er langt fra så mange som i de tropiske egne, men ikke desto mindre overgår artsrigdommen i og omkring revene alt i alt de tropiske koralrev. Koldtvandsrev har vist sig at være vigtige habitater for arter som koralkrebs, søstjerner, søpindsvin, søanemoner og havsvampe, og de er vigtige ynglesteder for kommercielt betydningsfulde fiskearter som lange, brosme, sej og havkat for at nævne nogle stykker.
I det nordlige Atlanterhav er der store områder med koraller, som typisk vokser på 200-400 m dybde, men kan findes helt ned til 1.400 m dybde. Enkelte steder er de endog fundet på 4.000 m. Revene er næsten udelukkende dannet af øjekorallen, som behøver konstant strømmende vand med en vis saltholdighed og temperaturer omkring 4-8˚C året rundt. Koldtvandskoralrev findes ved Nova Scotia, Newfoundland, Færøerne, Skotland, Norge og et enkelt sted i Sverige (Säckenrevet i Kosterfjorden i Skagerrak).
Røstrevet ud for Røst i Norge måler mere end 100 km², er 35-40 km langt og ligger på 300-400 m dybde. Altsammen godt 100 km fra land, helt ude hvor kontinentalsoklens skrænt falder i dybhavet. Røstrevet er verdens største koldtvannskoralrev, mens Trænarevet og Holarevet i Vesterålen også er store koldtvannskoralrev i verdenssammenhæng. Trænarevet består af omkring 1.500 separate koralrev, hvor dele af korallerne er mindst 7.000 år gamle.
Darwin Mounds i UK 185 km nordvest for Skotland er nok det mest studerede af koldtvandsrevene. Det er også ca. 100 km² stort, men fordeler sig i flere mere eller mindre separate "øer". Det ligger dybt, på 1.000 m, og blev først opdaget i 1998 af Atlantic Frontier Environmental Network (AFEN). På Darwins Mound vokser øjekorallerne som noget helt specielt på sandbund og ikke fast grund. Et andet sted i Skotland, nær Barra og Mingulay, findes endnu et revkompleks på ca. 100 km² og her på relativt lavt vand, med vanddybder under 150 m visse steder. Dette rev er godt 4.000 år gammelt, og man har fundet nyligt etablerede øjekoraller, som viser at revene altså stadig vokser og udvikler sig.
I Trondheimsfjorden ligger et koldtvandsrev på kun 39 m vand på en moræneryg som danner en tærskel i fjorden ved øen Tautra.
I Skagerrak på grænsen mellem Norge og Sverige ligger Tislerrevet lidt nord for Kosterøerne. Revet ligger på 74-155 m vand, er 2 km langt og anslås til at være flere tusinde år gammelt. Her findes de eneste kendte gule øjekoraller i verden. Revet blev opdaget og kortlagt i 2002.
Forskningen i koldtvands- og dybhavskoraller har både et biologisk og et økonomisk perspektiv. De udgør en del af havenes økosystemer som tilholdssted og skjul for en række arter. Fiskeri med bundtrawl har lagt store rev øde, og 30-50 % af korallerne omkring Norge kan være tabt som følge af intensivt trawlfiskeri før 1999, hvor man ved lov fik beskyttet i alt 970 km² havområde i Norge. I Storbritannien indførte man mere eller mindre restriktive regler i 2003 og 2004. Udover bundtrawl kan koldtvandsrevene skades af undersøisk kabel- og rørføring, samt forurening fra mineral- og olie-udvindingsprojekter.

## Dybhavs koralrev
Dybhavs koralrev har meget tilfælles med koldt-vands koralrevene, idet vandet på de store dybder også er meget koldt, næsten overalt på kloden herunder troperne. Ligeledes har vi også set, at mange af koldt-vands koralrevene befinder sig på dybt vand, selv i de tempererede og arktiske egne - men ikke alle.

## Koralrev i Danmark
I de danske farvande finder man koldtvandskoralrev. Et vigtigt eksempel er revene omkring Færøerne, hvis omfang først blev erkendt via de fællesnordiske BIOFAR-programmer I og II i henholdsvis 1988 og 1995.
Havbunden omkring de 18 Færøer, er meget varieret. Både højdemæssigt og hvad bundens beskaffenhed angår. Her findes klippegrund, løse klippestykker og store og små sten, sand, mudder og skalsand. "Færøerne er bare 18 små toppe på nogle kæmpemæssige grusbunker," har Ole Secher Tendal fra Zoologisk Museum i København beskrevet det. Det giver gode muligheder for en stor biodiversitet og BIOFAR-programmerne har da også fundet mere end 2.500 arter på havbunden omkring øerne, heriblandt koldtvandskoralrev.
Koldtvandskoralrevene dannes her fortrinsvis af lange banker af øjekoraller (Lophelia pertusa), indimellem iblandet de mere sjældne søtræer (Paragorgia arborea). Kolonierne er hårde som sten og buskformede. De kan blive op til ti meter høje og findes i flere kilometer lange formationer. Her er et rigt og varieret liv med f.eks. mosdyr og havsvampe. Biofar har indtil videre registreret omkring 300 arter, der foretrækker at holde til i koralrevenes indre. Øjekorallerne findes for det meste på 250-450 meters dybde, mens søtræerne tilsyneladende holder til på 250-650 m, ifølge BIOFARs undersøgelser. Ved Norge og Newfoundland kendes øjekoraller dog helt ned til 2 km.
I forbindelse med koldt-vands koralrevene og havbunden ved Færøerne, bør også nævnes de eksotiske fodboldstore svampe geodia, der endnu ikke har et dansk navn, men på Færøerne kendes som "ostebunde", pga. deres form og stramme lugt. De findes hele vejen rundt om øerne og går indimellem i fiskernes net. Rekorden fra Biofar-programmet er et eksemplar på 80 cm i diameter og en vægt på 24 kg.